# 기후역
기후역(일본어: 岐阜駅 기후에키[*])은 일본 기후현 기후시에 있는 도카이 여객철도의 철도역이다.
기후 현의 현청 소재지인 기후 시의 중심역으로, 일본 운수성 주부 운수국이 공인한 "주부 지방의 역 100선"에서 두 번째로 선정된 역이다. 도카이도 본선에 소속된 역 으로, 나고야 지구의 도카이도 선과 다카야마 본선이 운행되고 있다. 도카이도 선의 대부분의 보통 열차가 나고야 방면으로 회차하며, 특별쾌속·신쾌속·쾌속·구간쾌속은 기후 역부터 서쪽으로는 모든 역에 정차하고 있다. 또한 특급 히다의 정차역이기도 하다.
인근에 나고야 철도의 메이테쓰 기후 역이 있다. 나고야 철도가 기후 역 앞에 기후 시내선의 기후에키마에 역을 운영했었으나, 2005년 4월 1일 폐선되었다.

## 역 구조
섬식 3면 6선 구조의 고가역이다. 1·6번선이 도카이도 선의 본선이며, 2·5번선이 부본선, 3번선이 다카야마 선의 부본선, 4번선이 다카야마 선의 본선이다. 오가키역 방면으로 여러 개의 회차용 유치선이 설치되어 있다.
역장과 역무원이 배치된 직영역으로, 도카이도 본선 니시기후역·호즈미역과 다카야마 본선 나가모리역 ~ 우누마역 구간의 모든 역들을 관리하고 있다. TOICA 및 제휴 교통카드의 사용이 가능하다.

### 승강장
| 1·2 | ■ 도카이도 본선 | 상행 | 나고야 · 오카자키 방면   | (특급 시나노가 1번선을 사용)                            |
| 3   | ■ 다카야마 본선 | -    | 미노오타 · 다카야마 방면 |                                                         |
| 3   | ■ 도카이도 본선 | 상행 | 나고야 · 오카자키 방면   | (일부 열차가 사용)                                      |
| 4   | ■ 다카야마 본선 | -    | 미노오타 · 다카야마 방면 | (특급 히다가 사용)                                      |
| 4   | ■ 도카이도 본선 | 하행 | 오가키 · 마이바라 방면   | (일부 열차 및 오사카 방면 특급 히다가 사용)             |
| 4   | ■ 도카이도 본선 | 상행 | 나고야 · 오카자키 방면   | (일부 나고야 방면 특급 히다와 기후 역 시발 열차가 사용) |
| 5   | ■ 도카이도 본선 | 하행 | 오가키 · 마이바라 방면   |                                                         |
| 5   | ■ 도카이도 본선 | 상행 | 나고야 · 오카자키 방면   | (일부 시발 열차가 사용)                                 |
| 6   | ■ 도카이도 본선 | 하행 | 오가키 · 마이바라 방면   |                                                         |

## 역세권 정보
- 메이테쓰 기후 역
- 국도 제157호선
- 오다 노부나가 동상
- 나카센도 가노주쿠

## 역사
- 1887년 1월 21일 - 관설철도 (뒷날의 일본국유철도)의 오가키 역 구간 연장 개통과 동시에, "가노 역"으로 개업.
- 1888년 12월 15일 - 기후 역으로 이름이 바뀌었다.
- 1913년 7월 22일 - 현재의 위치로 이전하였다.
- 1920년 11월 1일 - 다카야마 본선의 개업으로 환승역이 되었다.
- 1987년 4월 1일 - 민영화에 따라 도카이 여객철도의 소속이 되었다.
- 1997년 3월 2일 - 고가역이 되었다.
- 2006년 11월 25일 - TOICA의 사용이 개시되었다.

## 인접역
| 도카이 여객철도 도카이도 본선         | 도카이 여객철도 도카이도 본선   | 도카이 여객철도 도카이도 본선            |
| ------------------------------------- | ------------------------------- | ---------------------------------------- |
| 오와리이치노미야 나고야·도요하시 방면 | ■ 홈라이너                      | 호즈미 오가키 방면                       |
| 오와리이치노미야 나고야·도요하시 방면 | ■ 특별쾌속·신쾌속·쾌속·구간쾌속 | 니시기후 오가키 방면                     |
| 기소가와 나고야·도요하시 방면         | ■ 도카이도 본선                 | 니시기후 오가키 방면                     |
| 도카이 여객철도 다카야마 본선         |                                 |                                          |
| 시·종착역                             | ■ 다카야마 본선                 | 나가모리 미노오타·다카야마·이노타니 방면 |